# Ню Мексико
Ню Мексико (на английски: New Mexico; на испански: Nuevo México, в буквален превод „Ново Мексико“) е щат в САЩ, чийто пощенски код е NM, а столицата се казва Санта Фе. Ню Мексико е с население от 2 117 522 души (1 април 2020). Общата площ на щата е 315 194 km².

## География
Ню Мексико граничи с Аризона на запад, Колорадо на север, Тексас и Оклахома на изток. Ню Мексико също допира югоизточния ъгъл на щата Юта. Част от южната граница на Ню Мексико е прилежаща на границата между САЩ и Мексико, където Ню Мексико граничи с мексиканските щати Чиуауа и Сонора.
Източната граница на Ню Мексико лежи на 103° географска дължина с щата Оклахома, и 5 km на запад от 103° W географска дължина с Тексас. На юг граничи с щата Тексас и мексиканските щати Чиуауа и Сонора. Щатите Ню Мексико, Колорадо, Аризона и Юта се срещат в северозападния ъгъл на Ню Мексико. Ню Мексико е обширна територия с малко вода. Водната площ е само около 650 km². Средното количество валежи в Ню Мексико е само 380 mm/годишно.
Пейзажът варира от обширни пустини до високи скалисти плата и високи планини, покрити със сняг. Въпреки сухия изглед на Ню Мексико, значителна част от щата, особено на север, е покрита с изобилно залесени диви планини. Планините Сангре де Кристо, най-южната част на Скалистите планини, минават приблизително от север на юг по източния бряг на Рио Гранде. Най-важните реки в Ню Мексико са Рио Гранде, Рио Пекос, Сан Хуан и Гила. Рио Гранде е третата най-дълга река в САЩ.
Кактуси, юка, креозотни храсти, пелин и пустинни треви покриват обширните полуизсъхнали равнини, които обхващат източната част на щата.
Федералното правителство защитава милиони акри от Ню Мексико като национални гори. Те са:
- Карсън (национална гора)
- Сайбола (национална гора)
- Линкълн (национална гора)
- Санта Фе (национална гора)
- пустинята Хила

Други защитени земи включват следните паметници и паркове:
- Развалини на ацтеките (национален монумент)
- Бенделиър (национален монумент) в Лос Аламос
- Вулкан Капулин (национален монумент)
- Пещерите Карлсбад (национален парк)
- Чако (национален исторически парк)
- Ел Малпаис (национален монумент) в Грантс
- Ел Моро (национален монумент)
- Форт Юниън (национален монумент)
- Жилищата Хила Клиф (национален монумент) край Силвър Сити
- Пекос (национален исторически парк)
- Петроглиф (национален монумент) край Албакърки
- Мисиите Салинас Пуебло (национален монумент)
- Белите пясъци (национален монумент) край Аламогордо

Посетителите общуват със съхранилите се в Ню Мексико индиански племена пуеблоси. Туристите, които посещават тези места, носят значителни средства на щата. Други области, представляващи географски и панорамен интерес, са националният паметник Каша-Китууе Тент Рокс и националният резерват Валс Калдера (Valles Caldera). Гила Уилдърнъс (Gila Wilderness) е разположен на югоизток в щата.

## История
Първите известни заселници на Ню Мексико са били членове на културата Кловис. Всъщност културата е кръстена на град в Ню Мексико, където са открити първите археологически останки. По-късни заселници включват индианци от културите анасази и моголон. По времето на осъществяване на контакт с Европа през 1500-те г. районът е бил заселен от народите пуебло, навахо, апачи и юта. Франсиско де Коронадо организира голяма експедиция през 1540 – 1542 г., за да търси мистичните седем града на златото Сибола, описани от Алвар Нунес Кабеса де Вака, който се е завърнал от осемгодишно мъчително пътуване от Флорида до Мексико. Хората на Коронадо не откриват богати градове на златото, а вместо тях няколко индиански селища в пустошта. Следващите експедиции също не откриват известните градове на Югозапада.
50 години след това Хуан де Онате основава колонията Сан Хуан на брега на реката Рио Гранде през 1598 г., която е първото постоянно заселване на европейци в бъдещия щат Ню Мексико.
През 1609 г. Педро де Пералта, който по-късно става губернатор на провинцията Ню Мексико, основава селището Санта Фе в подножието на планините Сангре де Кристо.

## Демография

### Население
По данни на Бюрото за преброяване на населението на САЩ към 1 юли 2008 г. населението на Ню Мексико наброява 1 984 356 души, което представлява увеличение със 165 315 души, или 9,1%, от последното преброяване през 2000 година. Това включва естествен прираст на населението от 114 583 души в сравнение с предишното преброяване (235 551 случая на раждаемост минус 120 968 случая на смъртност) и механичен прираст от 59 499 души, дължащ се на миграцията в щата. Имиграцията отвън води до прираст от 34 375 души, а тази от другите щати до прираст от 25 124 души.

Според статистиката 7,2% от населението на Ню Мексико са под 5-годишна възраст, 28% под 18, 11,7% над 65-годишни.

Жените представляват приблизително 50,8% от населението.

През 2006 г. жителите на щата, родени в чужбина, са били 8,2% от населението.

### Градове
| Ред | Град       | Окръг            | Население |
| --- | ---------- | ---------------- | --------- |
| 1   | Албакърки  | Берналило        | 518 271   |
| 2   | Лас Крусес | Доня Ана         | 89 722    |
| 3   | Рио Ранчо  | Сандовал         | 75 978    |
| 4   | Санта Фе   | Санта Фе (окръг) | 73 199    |
| 5   | Розуел     | Чавес            | 45 569    |
| 6   | Фармингтън | Сан Хуан         | 42 425    |
| 7   | Аламагордо | Отеро            | 35 607    |
| 8   | Кловис     | Къри             | 33 182    |
| 9   | Хобс       | Лия              | 29 602    |
| 10  | Карсбад    | Еди              | 25 033    |

### Окръзи
Ню Мексико се състои от 33 окръга.
| Ред | Окръг     | Население души | Площ km² | Гъстота на населението души/km² | Най-голям град |
| --- | --------- | -------------- | -------- | ------------------------------- | -------------- |
| 1   | Берналило | 629 292        | 3020     | 208                             | Албакърки      |
| 2   | Доня Ана  | 198 791        | 9860     | 20                              | Лас Крусес     |
| 3   | Санта Фе  | 142 955        | 4944     | 29                              | Санта Фе       |
| 4   | Сан Хуан  | 122 427        | 14 281   | 9                               | Фармингтън     |
| 5   | Сандовал  | 117 866        | 9609     | 12                              | Рио Ранчо      |

33-те окръга на Ню Мексико са:
1. Берналило
2. Валенсия
3. Де Бака
4. Доня Ана
5. Еди
6. Грант
7. Гуадалупе
8. Катрон
9. Сибола
10. Колфакс
11. Куей
12. Къри
13. Линкълн
14. Лия
15. Лос Аламос
16. Луна
17. Маккинли
18. Мора
19. Отеро
20. Рио Ариба
21. Рузвелт
22. Сан Мигел
23. Сан Хуан
24. Сандовал
25. Санта Фе
26. Сиера
27. Сокоро
28. Таос
29. Торънс
30. Хардинг
31. Хидалго
32. Чавес
33. Юниън

### Раси и етнически произход
Според Бюрото за преброяване на населението на САЩ 1,5% от населението на щата е многорасаво (от смесена раса), по-голяма част от които от двете азиатска и хавайско-полинезийска етнически групи. През 2004 г. Ню Мексико има най-висок процент (43%) на испаноговорещи от всеки друг щат. Някои от тях са новодошли емигранти, а други – потомци на испански колониалисти. Щатът Ню Мексико е на трето място по процент на коренно американско население (индианско) след Аляска и Оклахома.
Испаноговорещите, потомци на испански колониалисти и новодошлите емигранти от Мексико, представляват най-голяма част от населението на щата, като най-много живеят в северната, централната и североизточна част на Ню Мексико. Легални и нелегални мексикански емигранти преобладаващо се намират в южната част на щата в близост до мексиканската граница. Потомци на бели американски заселници, предимно от ирландско-английски и испански произход, придошли от други части на САЩ, живеят главно в западните, югозападни и югоизточни части на щата, както и в по-големите градове. Североизточният край на щата е заселен основно с коренно американско население, като най-големи са племената навахо и пуеблоси.
Поради силните американски, колониални, мексикански и индиански културни влияния, демографските процеси и култура на щата са уникални сами по себе си.

### Езици
По данни от преброяването от 2000 г. 28,7% от населението на щата над 5-годишна възраст говорят испански език в семейна среда, докато 4,5% говорят езика навахо.
Често се смята, че испанският е официален паралелно на английския език, поради широко разпространената употреба на испански в щата. Въпреки че първата конституция на щата от 1912 г. предвижда двуезично управление, Ню Мексико няма официален език. Въпреки това щатските власти издават шофьорски книжки, избирателни бюлетини и други важни документи и на двата езика (има изискване изборните бюлетини да се отпечатват и на испански според специален федерален закон). Конституцията на щата предвижда всички закони в следващите 20 години, постановени от законодателната власт, да бъдат публикувани и на двата езика – английски и испански, веднага след обнародването им.
През 1995 г. Ню Мексико приема за химн на щата двуезичната песен New Mexico – Mi Lindo Nuevo México (от исп. „Мое прекрасно Ню Мексико“).

### Религии

#### Религиозна принадлежност
Според доклад, изготвен от Асоциацията на статистиците на американските религиозни организации, най-разпространено вероизповедание през 2000 г. е католицизмът с 670 511 последователи, следват баптизъм със 132 675 последователи, Църквата на Исус Христос на светиите от последните дни с 42 261 и Обединената методистка църква с 41 587 последователи.
Според изследване от 2008 г. на Църковно-изследователския център във Вашингтон, най-общо жителите на Ню Мексико определят религиозната си принадлежност така:
- Римокатолици – 26%
- Евангелисти – 25%
- С неопределена религиозна принадлежност – 21%
- Протестанти – 15%
- Други вероизповедания – 12%
- Без отговор – 1%